# Pieni Karvastekemäjärvi
Pieni Karvastekemäjärvi eller Ala Karvastekemäjärvi är en sjö i Finland. Den ligger i kommunerna Kuusamo och Salla i landskapen Norra Österbotten och Lappland, i den nordöstra delen av landet, 700 km norr om huvudstaden Helsingfors. Ala Karvastekemäjärvi ligger 272,3 meter över havet. Arean är 10,4 hektar och strandlinjen är 1,72 kilometer lång. Sjön  ingår i Koundaälvens huvudavrinningsområde. 